# Erik Janža
Erik Janža (ur. 21 czerwca 1993 w Mariborze) – słoweński piłkarz, grający na pozycji lewego obrońcy, oraz na pozycji lewego pomocnika w polskim klubie Górnik Zabrze oraz w reprezentacji Słowenii. Uczestnik Mistrzostw Europy 2024.

## Kariera klubowa
Swoją karierę piłkarską Janža rozpoczął w 2002 roku w klubie ND Mura 05 z Murskiej Soboty. W 2010 roku awansował do pierwszego zespołu. 8 sierpnia 2010 zadebiutował w jego barwach w słoweńskiej drugiej lidze w zremisowanym 1:1 domowym meczu z Interblockiem Lublana. W sezonie 2010/2011 awansował z ND Mura 05 do pierwszej ligi. W ND Mura grał do końca 2012 roku.
Na początku 2013 roku Janža przeszedł do NK Domžale. W Domžalach po raz pierwszy wystąpił 3 marca 2012 w zremisowanym 1:1 domowym meczu z FC Koper. Z zespołem Domžale dwukrotnie był trzeci w lidze - w sezonie 2012/2013 i 2014/2015.
Zimą 2015 roku Janža został zawodnikiem NK Maribor. W Mariborze swój debiut zaliczył 28 lutego 2015 w wygranym 5:1 domowym spotkaniu z ND Gorica. W sezonie 2014/2015 wywalczył z Mariborem tytuł mistrza Słowenii. Latem 2015 zdobył z nim Superpuchar Słowenii.
28 czerwca 2019 podpisał dwuletni kontrakt z Górnikiem Zabrze, a 22 lipca zadebiutował w polskiej ekstraklasie w zremisowanym 1:1 meczu z Wisłą Płock. 
21 listopada 2021 w wygranym 3:2 meczu przeciwko Legii Warszawa strzelił swoją pierwszą bramkę w Ekstraklasie.
| Sezon   | Klub            | Kraj      | Rozgrywki                 | Mecze | Gole |
| ------- | --------------- | --------- | ------------------------- | ----- | ---- |
| 2010/11 | ND Mura 05      | Słowenia  | 2. SNL                    | 25    | 1    |
| 2011/12 | ND Mura 05      | Słowenia  | 1. SNL                    | 31    | 0    |
| 2012/13 | ND Mura 05      | Słowenia  | 1. SNL                    | 20    | 0    |
| 2012/13 | NK Domžale      | Słowenia  | 1. SNL                    | 12    | 0    |
| 2013/14 | NK Domžale      | Słowenia  | 1. SNL                    | 35    | 4    |
| 2014/15 | NK Domžale      | Słowenia  | 1. SNL                    | 19    | 0    |
| 2014/15 | NK Maribor      | Słowenia  | 1. SNL                    | 6     | 0    |
| 2015/16 | NK Maribor      | Słowenia  | 1. SNL                    | 11    | 0    |
| 2016/17 | NK Maribor      | Słowenia  | 1. SNL                    | 19    | 0    |
| 2016/17 | Viktoria Pilzno | Czechy    | 1. liga                   | 3     | 0    |
| 2017/18 | Páfos FC        | Cypr      | Protathlima A’ Kategorias | 33    | 2    |
| 2018/19 | NK Osijek       | Chorwacja | Prva HNL                  | 19    | 0    |
| 2019/20 | Górnik Zabrze   | Polska    | PKO Ekstraklasa           | 36    | 0    |
| 2020/21 | Górnik Zabrze   | Polska    | PKO Ekstraklasa           | 21    | 0    |
| 2021/22 | Górnik Zabrze   | Polska    | PKO Ekstraklasa           | 34    | 1    |
| 2022/23 | Górnik Zabrze   | Polska    | PKO Ekstraklasa           | 35    | 2    |

## Kariera reprezentacyjna
Janža grał w młodzieżowych reprezentacjach Słowenii. W dorosłej reprezentacji Słowenii zadebiutował 18 listopada 2014 roku w przegranym 0:1 towarzyskim meczu z Kolumbią, rozegranym w Lublanie.